# Phrack
Phrack è un'ezine underground scritta da hacker, pubblicata per la prima volta il 17 novembre 1985. La possibilità di contribuire è aperta a tutti, ma gli standard qualitativi per la pubblicazione degli articoli sono elevati. Gli argomenti trattati sono hacking, phreaking, programmazione, sicurezza informatica, crittografia,  radio, spionaggio, anarchia, teorie del complotto e notizie.

## Storia editoriale
I primi editori di Phrack furono gli hacker Taran King e Craig Knight Lightning Neidorf, e fu pubblicata originariamente nella BBS Metal Shop. È stata la prima rivista distribuita in formato elettronico.
Phrack è particolarmente popolare nel suo genere per merito dei suoi standard qualitativi elevati, se comparati con le altre riviste underground e per alcuni famosi articoli pubblicati. Hacker Manifesto di Loyd The Mentor Blankenship, articolo divenuto pietra miliare per i giovani hacker dagli anni ottanta, fu pubblicato nella settima edizione di Phrack.
A causa di un articolo nella ventiquattresima uscita, riguardante il funzionamento del sistema di localizzazione delle telefonate Enhanced 911, la rivista fu coinvolta nell'operazione Sundevil del servizio segreto statunitense. L'articolo avrebbe infatti contenuto informazioni riservate, copiate dai computer dell'azienda BellSouth. Fu poi appurato, in sede giudiziaria, che le stesse informazioni erano state pubblicate in un catalogo reperibile via posta. Il fatto è stato poi documentato nel libro di Bruce Sterling Giro di vite contro gli hacker.
Nel 2005 è stato annunciato che Phrack, con il numero 63, avrebbe terminato le sue pubblicazioni. A titolo commemorativo, l'edizione è stata presentata, per la prima volta, in formato cartaceo ai convegni DEF CON e What the Hack il 29 luglio, mentre la versione digitale è uscita tre giorni dopo. Quando si è accorta che la rivista trattava di hacking, la tipografia alla quale era stata commissionata la stampa ha rifiutato di soddisfare l'ordine; per il convegno What the Hack, lo staff è riuscito tuttavia a trovare un altro tipografo. Due studenti dell'università dell'Arizona hanno poi stampato le 200 copie necessarie per la DEF CON.
Nel numero 63, nonostante il precedente annuncio di chiusura, lo staff ha dichiarato che le uscite della ezine sarebbero continuate ad opera di una nuova e più giovane generazione di hacker. «As long as there is technology, there will be hackers. As long as there are hackers, there will be PHRACK magazine. We look forward to the next 20 years», dalla lingua inglese: «Finché ci sarà la tecnologia, ci saranno gli hacker. Finché ci sono gli hacker, ci sarà Phrack. Per oltre i prossimi vent'anni».
Il sito web ufficiale di Phrack, ospitante la ezine, è www.phrack.org. Tuttavia, a scopo provocatorio nei confronti di Phrack, un gruppo di hacker, definendosi blackhat e nominandosi Phrack High Council (alto consiglio), ha creato il sito www.phrack.ru diffondendo tra l'altro copie contraffatte della ezine, in particolare del numero 62.